# Beierotettix marginatus
Beierotettix marginatus är en insektsart som först beskrevs av Brunner von Wattenwyl 1895.  Beierotettix marginatus ingår i släktet Beierotettix och familjen vårtbitare. Inga underarter finns listade i Catalogue of Life.